# José Ángel César
José Ángel César (* 3. Januar 1978) ist ein kubanischer Sprinter, dessen bestes Resultat der Gewinn der Bronzemedaille mit der kubanischen 4-mal-100-Meter-Staffel bei den Olympischen Spielen 2000 in Sydney war.
Gemeinsam mit Luis Alberto Pérez-Rionda, Iván García und Freddy Mayola musste sich Cesar in 38,04 Sekunden nur den Staffeln der USA sowie Brasiliens geschlagen geben.

## Bestzeit
- Freiluft
  - 100-Meter-Lauf: - 10,30 s (2001)[1]